# Iglesia de San Félix (El Pino)
La iglesia de San Félix es un templo católico situado en la localidad de El Pino, situada en el concejo asturiano de Aller (España). Fue declarada Monumento Histórico Artístico, y tiene la categoría de Bien de interés cultural.
La iglesia fue construida en el año 1762 por el arquitecto Santiago Escalante Noriega y su hermano Juan Francisco, que era carpintero. Como elementos destacables encontramos las decoraciones de la bóveda y los retablos.
El retablo mayor de la iglesia está dividido en tres, uno central y dos laterales. Los retablos laterales son obra de Domingo de Nava pertenecientes al barroco asturiano, mientras que el central es de autor desconocido y estilo churrigueresco.

## Galería de imágenes

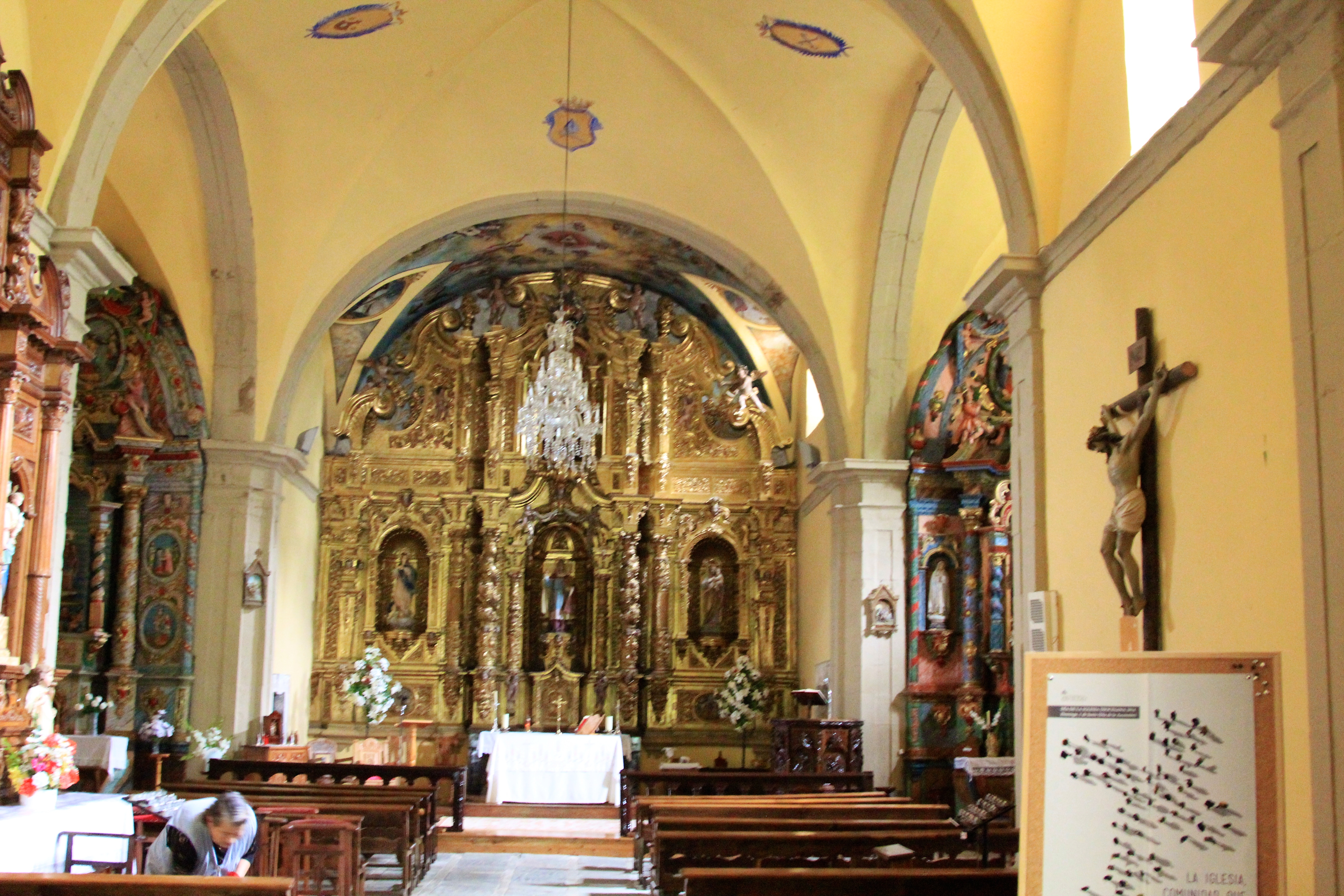
Interior de la iglesia de San Félix
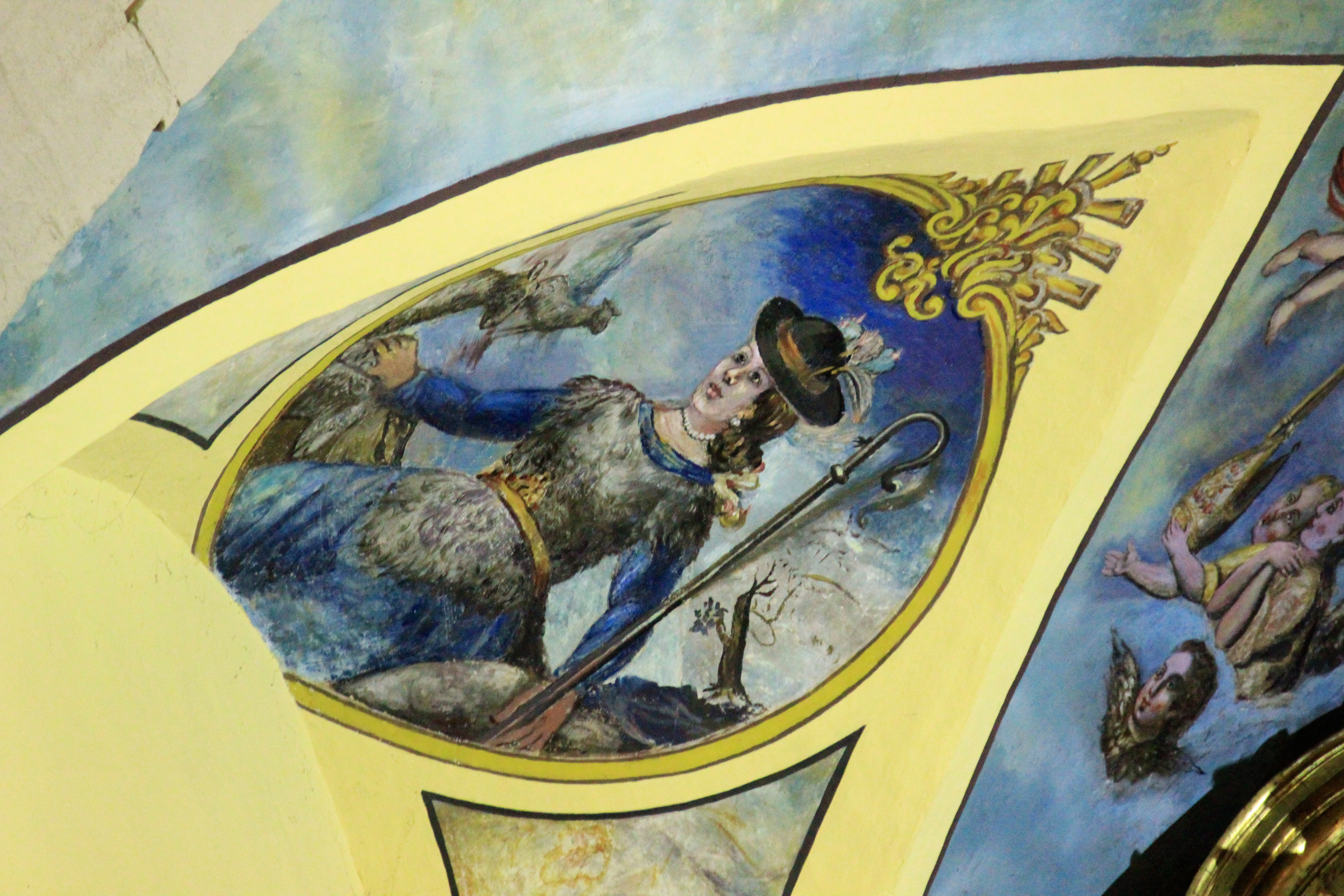
Pintura del techo en la iglesia de San Félix